# Plagiopleura nigromarginata
Plagiopleura nigromarginata är en insektsart som beskrevs av Carl Stål 1873. Plagiopleura nigromarginata ingår i släktet Plagiopleura och familjen vårtbitare. Inga underarter finns listade i Catalogue of Life.